# 翎客航天
翎客航天（英文：LinkSpace、LINK Aerospace或Link Space Aerospace Technology Inc. ），是位於北京的中國私人太空發射公司。该公司是中國第一家私人火箭公司，由華南理工大學畢業生胡振宇、清華大學畢業生嚴成義以及製造專家许文海於2014年創立，並於深圳註冊。